# Рагойша, Вячеслав Петрович
Раго́йша Вячесла́в Петро́вич (белор. Раго́йша Вячасла́ў Пятро́віч, род. 5 июня 1942, д. Раков, Воложинский район, Минская область) — белорусский литературовед, критик, заслуженный работник образования, доктор филологических наук (1993), профессор (1994).

## Биография
Вячеслав Петрович Рагойша родился 5 июня 1942 года в деревне Раков Воложинского района Минской области.
Свои первые стихи публиковал в радошковичской районной газете «Знамя Ильича» в 1957 г.
В 1963 г. окончил филологический факультет Белорусского государственного университета (отделение белорусского и русского языка и литературы) по специальности «Филолог. Преподаватель белорусского и русского языков и литератур».
В 1967 г. защитил кандидатскую диссертацию на тему «Паэтыка Максіма Танка: Культура вобраза. Характар верша» (научный руководитель — профессор М. Р. Ларченко).
После окончания аспирантуры (1967 г.) преподавал белорусскую литературу в БГУ.
В 1993 г. защитил докторскую диссертацию на тему «Беларуская паэзія ХХ ст. у кантэксце ўсходнеславянскіх літаратур: Тыпалогія, рэцэпцыя, мастацкі пераклад» (Москва, 1993, Институт мировой литературы им. А. М. Горького).
В период с 1994 по 2017 года руководил кафедрой теории литературы филологического факультета Белорусского государственного университета.

## Научная деятельность
Работает в различных областях литературоведения. Исследует теорию литературы, историю белорусской литературы, компаративистику, переводоведение, текстологию, а также взаимосвязи литератур (белорусско-украинских, белорусско-польских).
Первым досконально исследовал рукописи Янки Купалы и нашел десяток новых произведений белорусского классика.
Принимал участие в написании многих энциклопедических статей, в создании учебных пособий для высших учебных заведений и старших классов общеобразовательных школ. Переводит поэзию и прозу со славянских языков (прежде всего украинского) на белорусский. Издал собственный сборник стихов «Полюс цяпла» (2007).
Доктор филологических наук, профессор, академик Международной Академии наук Евразии, член Ученого совета филологического факультета БГУ и Ученого совета Национального научно-просветительского центра имени Ф. Скорины при Министерстве образования РБ, заместитель председателя Белорусского национального комитета школ содружества, член Совета Союза писателей Беларуси, член Научно-методического совета по высшему гуманитарному образованию РБ.

## Основные публикации
1. Лірыка Якуба Коласа перыяду Вялікай Айчыннай вайны // Веснік БДУ. Сер. 4, Філалогія. Журналістыка. Педагогіка. — 2005. — № 3. — С. 3-8.
2. Ахоўнік душы народа [Рыгор Шырма] // Фалькларыстычныя даследаванні: Кантэкст. Тыпалогія. Сувязі. - Мн.: Бестпрынт, 2005. - Вып. 2. - С. 5-11.
3. Кафедра тэорыі літаратуры: здабыткі першага пяцігоддзя ХХІ ст. // Веснік БДУ. Сер. 4, Філалогія. Журналістыка. Педагогіка. — 2006. — № 2. — С. 25-28.
4. Пра фалькларызацыю літаратурных тэкстаў // Фалькларыстычныя даследаванні: Кантэкст. Тыпалогія. Сувязі: зб. артыкулаў. — Мн.: Бестпрынт, 2006. — Вып. 3. — С. 5-11.
5. Вінцэнт Дунін-Марцінкевіч — фалькларыст // Фалькларыстычныя даследаванні: Кантэкст. Тыпалогія. Сувязі: зб. артыкулаў. — Мн.: Бестпрынт, 2008. — Вып. 5. — С. 33-42.
6. Навуковы дыскурс Янкі Саламевіча (да 70-годдзя з дня нараджэння) // Фалькларыстычныя даследаванні: Кантэкст. Тыпалогія. Сувязі: зб. артыкулаў. — Мн.: Бестпрынт, 2009. — Вып. 6. — С. 6-9.
7. Роля творчай асобы ў развіцці міжславянскіх літаратурных сувязей // Славянскія літаратуры ў кантэксце сусветнай: матэрыялы ІХ Міжнар. навук. канф., прысв. 70-годдзю філфака БДУ. Мінск, 15-17 кастр. 2009 г. У 2 ч. / Пад рэд. В. П. Рагойшы; рэдкал.: В. П. Рагойша (гал. рэд.) [і інш.]. - Мінск: Выд. цэнтр БДУ, 2010. - Ч. 1. С. 3-8.
8. Рагойша, В. П. Украіна, цвеце любы...: дапам. для студэнтаў філ. фак. БДУ (Элетронны рэсурс) / В. П. Рагойша. – Мінск: БДУ, 2012. –  Дэп. в БелИСА. – [Артыкулы пра беларуска-ўкраінскія літаратурныя сувязі і творчасць   Т. Шаўчэнкі, М. Шашкевіча, Г. Квіткі-Аснавяненкі, Ю. Фядзьковіча,    І. Нячуй-Лявіцкага, Б. Грынчэнку, М. Кацюбінскага, Лесю Украінку,    І. Франко, М. Рыльскага, У. Сасюру, А. Ганчара, М. Нагнібеду, Б. Стэпанюка, Р. Іванычука, Д. Паўлычку, Р. Лубкіўскага].
9. «Практыка і тэорыя літаратурнага мастацтва» Янкі Купалы // Карповские научные чтения: сб. науч. статей. Вып. 6. В 2 ч. Ч. 1. — Минск: Белорус. дом печати, 2012. — С. 43-50.
10. На ўздыме: 1926 год у жыцці і творчасці Янкі Купалы // Мова-літаратура-культура: VІІ Міжнар. навук. канф., прысвеч. 130-годдзю з дня нарадж. Янкі Купалы і Якуба Коласа, 27-28 верас. 2012 г., Мінск, БДУ: зб. навук. артыкулаў / пад рэд. Т. І. Шамякінай. — Мінс: Выд. цэнтр БДУ, 2012. — С. 3-10.
11. «Кабзар» Тараса Шаўчэнкі ва ўзнаўленні Уладзіслава Сыракомлі // Славянскія літаратуры ў кантэксце сусветнай: да 900-годдзя Кірылы Тураўскага і 200-годдзя Тараса Шаўчэнкі: Матэрыялы ХІ Міжнароднай навук. канф., Мінск, БДУ, 24-26 кастр. 2013 г. У 2 ч. Ч. 1. — Мінск: РІВШ, 2013. — С. 3-9.
12. Беларуская паэзія ў рускамоўным узнаўленні Івана Бурсава (паводле аўтарскай анталогіі «Шаги» // Русская и белорусская литературы на рубеже XX-XXI веков: сб. науч. ст. — Минск: РИВШ, 2014. — С. 268—275.
13. Украінская літаратура і ўкраінска-беларускія літаратурныя ўзаемасувязі: вуч. дапам. У 3 ч. Ч. 2. ХІХ — пачатак ХХ стагоддзя / Т. В. Кабржыцкая, В. П. Рагойша; пад рэд. В. П. Рагойшы. — Мінск: БДУ, 2015. — 216 с.